# Bode Miller
Samuel Bode Miller (Easton, 12 de octubre de 1977) es un deportista estadounidense que compitió en esquí alpino; campeón olímpico en Vancouver 2010 y cuatro veces campeón mundial.

## Biografía

### Trayectoria deportiva
Participó en cinco Juegos Olímpicos de Invierno, entre los años 1988 y 2014, obteniendo en total seis medallas: dos de plata en Salt Lake City 2002, en el eslalon gigante y la combinada, tres en Vancouver 2010, oro en supercombinada, plata en supergigante y bronce en descenso, y una de bronce en Sochi 2014 (supergigante). Además, en Turín 2006 quedó quinto en el descenso y sexto en el eslalon gigante.
Ganó cinco medallas en el Campeonato Mundial de Esquí Alpino, en los años 2003 y 2005.
En la Copa del Mundo consiguió 33 victorias y 79 podios en total. Ganó la clasificación general de la Copa del Mundo en dos ocasiones: 2005 y 2008.
Aparte del esquí, ha practicado otros deportes: carreras de caballos y, especialmente, el béisbol, jugando con el equipo Nashua Pride de la Liga Can-Am en dos temporadas (2006 y 2007).
Ingresó en el Salón de la Fama de U.S. Ski & Snowboard en 2018 y en el Salón de la Fama del Comité Olímpico y Estadounidense en 2025.

### Trayectoria extradeportiva
En 2002 ganó el concurso de televisión de ABC Sports The Superstars. Ejerce activamente la filantropía y tiene su propia plataforma, la Turtle Ridge Foundation, enfocada en la protección ambiental y la juventud.
Además, es un hombre de negocios y cofundó la compañía de ropa de deporte Aztech Mountain.
En octubre de 2012 se casó con la modelo y voleibolista Morgan Beck, con la que tiene seis hijos.

## Palmarés internacional
| Juegos Olímpicos   | Juegos Olímpicos                | Juegos Olímpicos  | Juegos Olímpicos |
| Año                | Lugar                           | Medalla           | Prueba           |
| ------------------ | ------------------------------- | ----------------- | ---------------- |
| 2002               | Salt Lake City (Estados Unidos) | Medalla de plata  | Eslalon gigante  |
| 2002               | Salt Lake City (Estados Unidos) | Medalla de plata  | Combinada        |
| 2010               | Vancouver (Canadá)              | Medalla de oro    | Supercombinada   |
| 2010               | Vancouver (Canadá)              | Medalla de plata  | Supergigante     |
| 2010               | Vancouver (Canadá)              | Medalla de bronce | Descenso         |
| 2014               | Sochi (Rusia)                   | Medalla de bronce | Supergigante     |
| Campeonato Mundial |                                 |                   |                  |
| Año                | Lugar                           | Medalla           | Prueba           |
| 2003               | St. Moritz (Suiza)              | Medalla de oro    | Eslalon gigante  |
| 2003               | St. Moritz (Suiza)              | Medalla de oro    | Combinada        |
| 2003               | St. Moritz (Suiza)              | Medalla de plata  | Supergigante     |
| 2005               | Bormio (Italia)                 | Medalla de oro    | Descenso         |
| 2005               | Bormio (Italia)                 | Medalla de oro    | Supergigante     |